# Kosowo na Letnich Igrzyskach Olimpijskich 2020
Kosowo na Letnich Igrzyskach Olimpijskich 2020 – występ kadry sportowców reprezentujących Kosowo na igrzyskach olimpijskich, które odbyły się w Tokio w Japonii, w dniach 23 lipca – 8 sierpnia 2021 roku.
Reprezentacja Kosowa liczyła jedenastu zawodników, którzy wystąpili w 6 dyscyplinach.
Był to 2. start Kosowa na letnich igrzyskach olimpijskich.

## Reprezentanci

### Boks
Kobiety
| Konkurencja | Zawodnik       | 1/32                  | 1/16             | Ćwierćfinał      | Półfinał         | Finał/BM         | Pozycja |
| Konkurencja | Zawodnik       | Przeciwnik Wynik      | Przeciwnik Wynik | Przeciwnik Wynik | Przeciwnik Wynik | Przeciwnik Wynik | Pozycja |
| ----------- | -------------- | --------------------- | ---------------- | ---------------- | ---------------- | ---------------- | ------- |
| waga lekka  | Donjeta Sadiku | Caroline Dubois 0 : 5 | NQ               | NQ               | NQ               | NQ               | 17.     |

### Judo
Kobiety
| Konkurencja | Zawodnik          | 1/32                | 1/16                         | Ćwierćfinał          | Półfinał                       | Finał/BM                       | Pozycja |
| Konkurencja | Zawodnik          | Przeciwnik Wynik    | Przeciwnik Wynik             | Przeciwnik Wynik     | Przeciwnik Wynik               | Przeciwnik Wynik               | Pozycja |
| ----------- | ----------------- | ------------------- | ---------------------------- | -------------------- | ------------------------------ | ------------------------------ | ------- |
| 48 kg       | Distria Krasniqi  | N/A                 | Gabriela Chibana 10 : 0s1    | Hao-Lin Chen 10 : 0  | Urantsetseg Munkhbat 1s2 : 0s2 | Funa Tonaki 1 : 0              | złoto   |
| 52 kg       | Majlinda Kelmendi | Reka Pupp 0s2 : 1s1 | NQ                           | NQ                   | NQ                             | NQ                             | 17.     |
| 57 kg       | Nora Gjakova      | N/A                 | Sanne Verhagen 1 : 0         | Kaja Kajzer 11 : 0s1 | Tsukasa Yoshida 1s1 : 0        | Sarah Leonie Cysique 10s1 : 0H | złoto   |
| 78 kg       | Loriana Kuka      | N/A                 | Aleksandra Babincewa 0 : 1s1 | NQ                   | NQ                             | NQ                             | 9.      |

Mężczyźni
| Konkurencja | Zawodnik     | 1/64               | 1/32                | 1/16                 | Ćwierćfinał                       | Półfinał         | Repasaż                 | Finał/BM         | Pozycja |
| Konkurencja | Zawodnik     | Przeciwnik Wynik   | Przeciwnik Wynik    | Przeciwnik Wynik     | Przeciwnik Wynik                  | Przeciwnik Wynik | Przeciwnik Wynik        | Przeciwnik Wynik | Pozycja |
| ----------- | ------------ | ------------------ | ------------------- | -------------------- | --------------------------------- | ---------------- | ----------------------- | ---------------- | ------- |
| 73 kg       | Akil Gjakova | Ahmed Ayash 10 : 0 | Nits Stump 11s1 : 0 | Tommy Macias 1s1 : 0 | Tsogtbaatar Tsend-Ochir 0s1 : 1s1 | NQ               | Rüstəm Orucov 0s1 : 1s1 | NQ               | 7.      |

### Lekkoatletyka
Mężczyźni
| Konkurencja   | Zawodnik     | Eliminacje | Eliminacje | Półfinał | Półfinał | Finał    | Finał   |
| Konkurencja   | Zawodnik     | Rezultat   | Pozycja    | Rezultat | Pozycja  | Rezultat | Pozycja |
| ------------- | ------------ | ---------- | ---------- | -------- | -------- | -------- | ------- |
| bieg na 800 m | Musa Hajdari | 1:48,96    | 43.        | NQ       | NQ       | NQ       | NQ      |

### Pływanie
Kobiety
| Konkurencja           | Zawodnik   | Eliminacje | Eliminacje | Finał    | Finał   |
| Konkurencja           | Zawodnik   | Rezultat   | Pozycja    | Rezultat | Pozycja |
| --------------------- | ---------- | ---------- | ---------- | -------- | ------- |
| 400 m stylem dowolnym | Eda Zeqiri | 4:38,02    | 24.        | NQ       | NQ      |

Mężczyźni
| Konkurencja           | Zawodnik       | Eliminacje | Eliminacje | Finał    | Finał   |
| Konkurencja           | Zawodnik       | Rezultat   | Pozycja    | Rezultat | Pozycja |
| --------------------- | -------------- | ---------- | ---------- | -------- | ------- |
| 100 m stylem dowolnym | Olt Kondirolli | 0:54,33    | 63.        | NQ       | NQ      |

### Strzelectwo
Mężczyźni
| Konkurencja                | Zawodnik        | Kwalifikacje | Kwalifikacje | Finał    | Finał   |
| Konkurencja                | Zawodnik        | Rezultat     | Pozycja      | Rezultat | Pozycja |
| -------------------------- | --------------- | ------------ | ------------ | -------- | ------- |
| karabin pneumatyczny, 10 m | Drilon Ibrahimi | 608,8        | 46.          | NQ       | NQ      |

### Zapasy
Mężczyźni
| Konkurencja          | Zawodnik    | 1/8 finału            | Ćwierćfinał             | Półfinał         | Repasaż          | Finał/BM         | Pozycja |
| Konkurencja          | Zawodnik    | Przeciwnik Wynik      | Przeciwnik Wynik        | Przeciwnik Wynik | Przeciwnik Wynik | Przeciwnik Wynik | Pozycja |
| -------------------- | ----------- | --------------------- | ----------------------- | ---------------- | ---------------- | ---------------- | ------- |
| 125 kg stylem wolnym | Egzon Shala | Djahid Berrahal 6 : 0 | Amir Hosejn Zare 2 : 13 | NQ               | NQ               | NQ               | 7.      |